# Dignac
Dignac là một xã thuộc tỉnh Charente trong vùng Nouvelle-Aquitaine tây nam nước Pháp. Xã nay có độ cao từ 105-224 mét trên mực nước biển.